# Spirorbis bidentatus
Spirorbis bidentatus är en ringmaskart som beskrevs av Baily och Harris 1968. Spirorbis bidentatus ingår i släktet Spirorbis och familjen Serpulidae.
Artens utbredningsområde är havet kring Nya Zeeland. Inga underarter finns listade i Catalogue of Life.